# C/2002 G3 (SOHO)
C/2002 G3 (SOHO), SOHO-422 – kometa jednopojawieniowa, należąca do grupy komet muskających Słońce, odkryta 12 kwietnia 2002 roku przez Xing Ming Zhou’a na zdjęciach przesłanych z SOHO. Zaraz po peryhelium rozpadła się.